# Gilău
Gilău é uma comuna romena localizada no distrito de Cluj, na região histórica da Transilvânia. A comuna possui uma área de 116.82 km² e sua população era de 8246 habitantes segundo o censo de 2007.

## Património
- Castelo Rákóczy-Bánffy